# تپه حسین‌آباد ناظم ۱
تپه حسین‌آباد ناظم ۱ مربوط به سده‌های میانه و متاخر دوران‌های تاریخی پس از اسلام است و در شهرستان ملایر، بخش سامن، دهستان حرم رود سفلی، روستای حسین‌آباد ناظم واقع شده و این اثر در تاریخ ۲۵ آبان ۱۳۸۷ با شمارهٔ ثبت ۲۳۶۹۳ به‌عنوان یکی از آثار ملی ایران به ثبت رسیده است.